# EU-Sonderbeauftragter

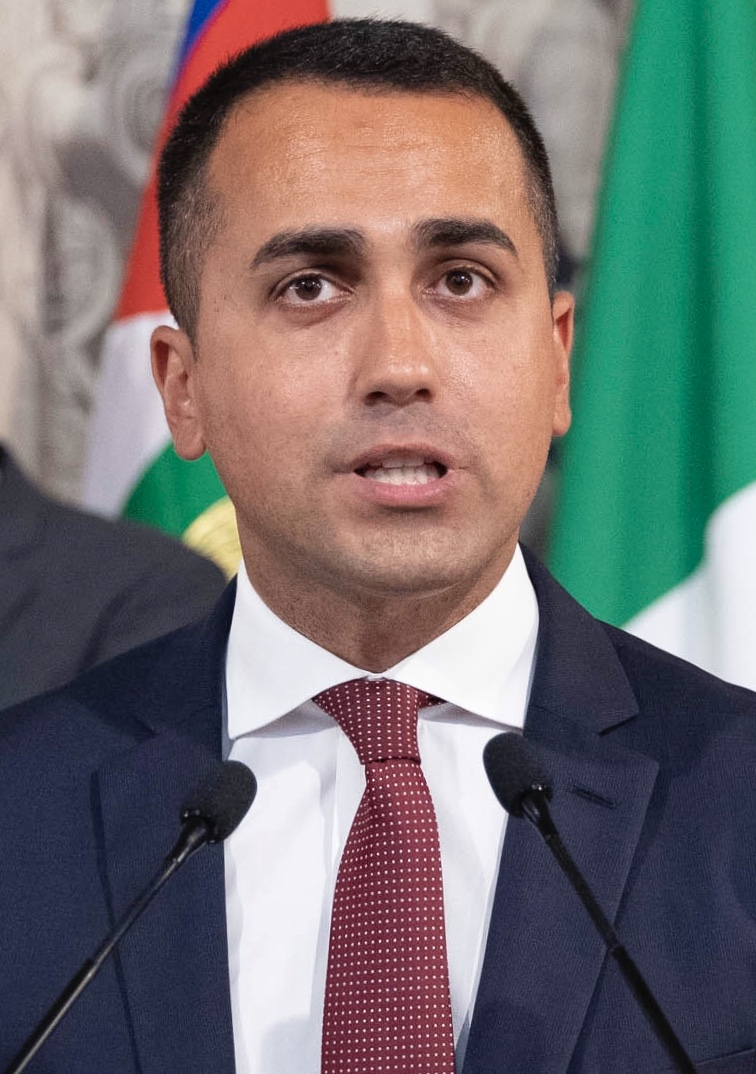
Der Italiener Luigi Di Maio ist seit 2023 EU-Sonderbeauftragter für die Golfregion.

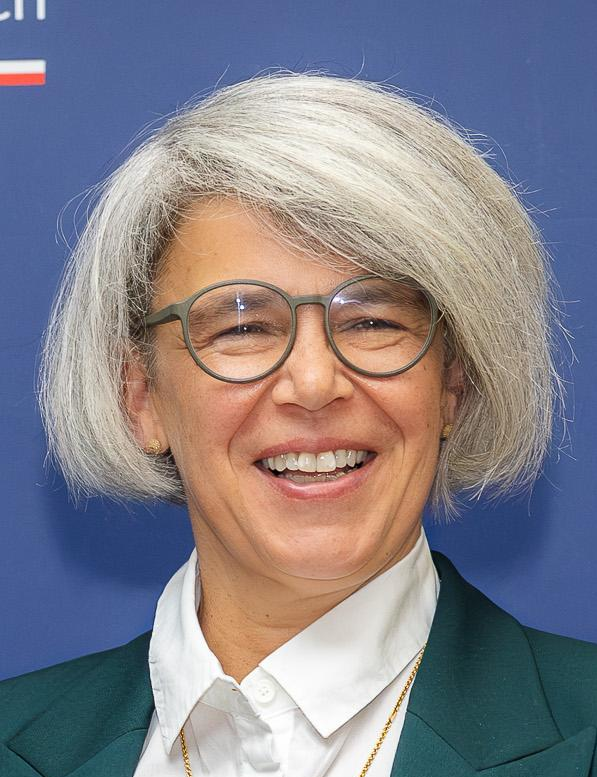
Die Deutsche Annette Weber ist seit 2021 EU-Sonderbeauftragte für das Horn von Afrika.

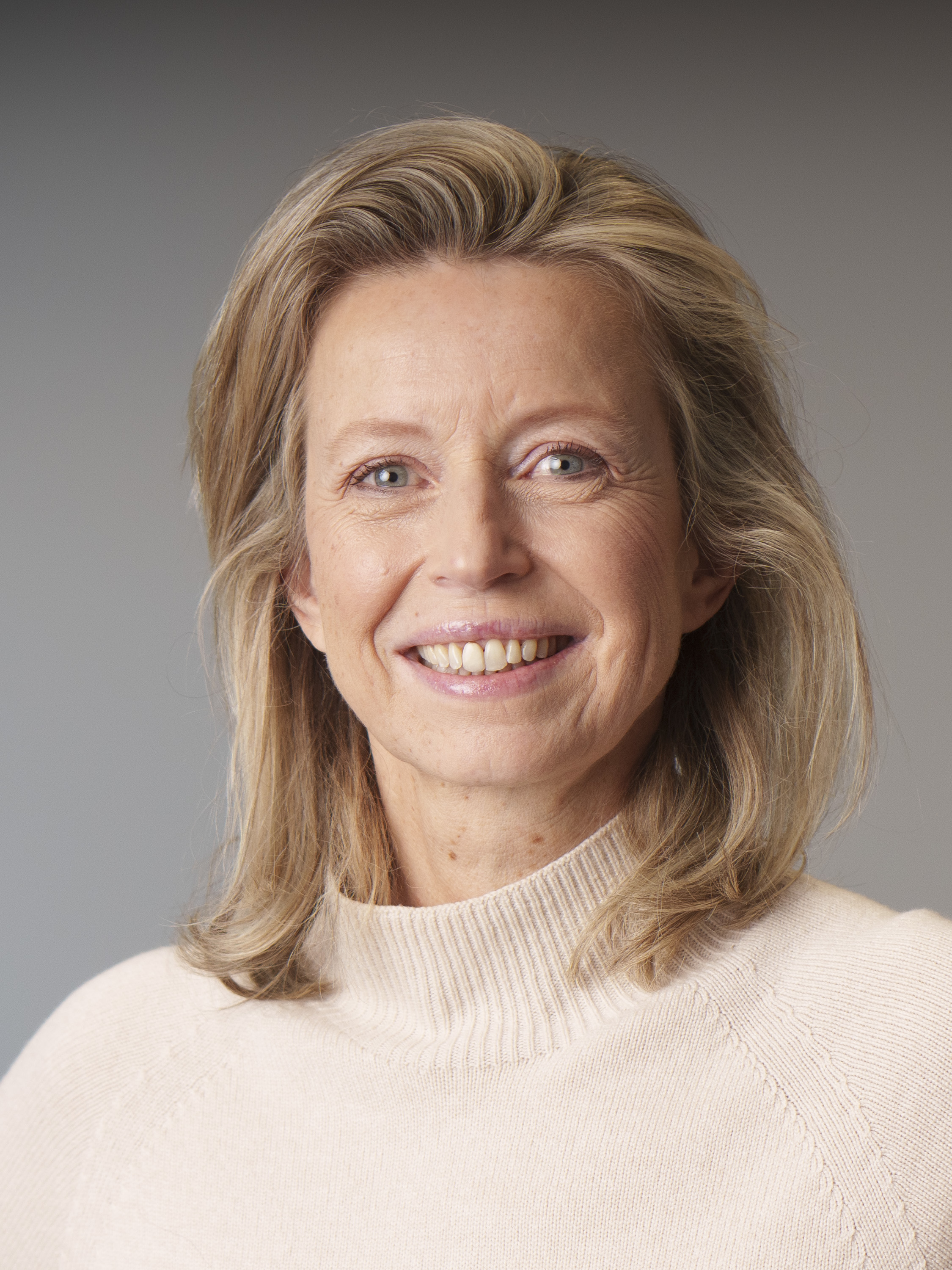
Die Niederländerin Kajsa Ollongren ist seit 2025 EU-Sonderbeauftragte für Menschenrechte.

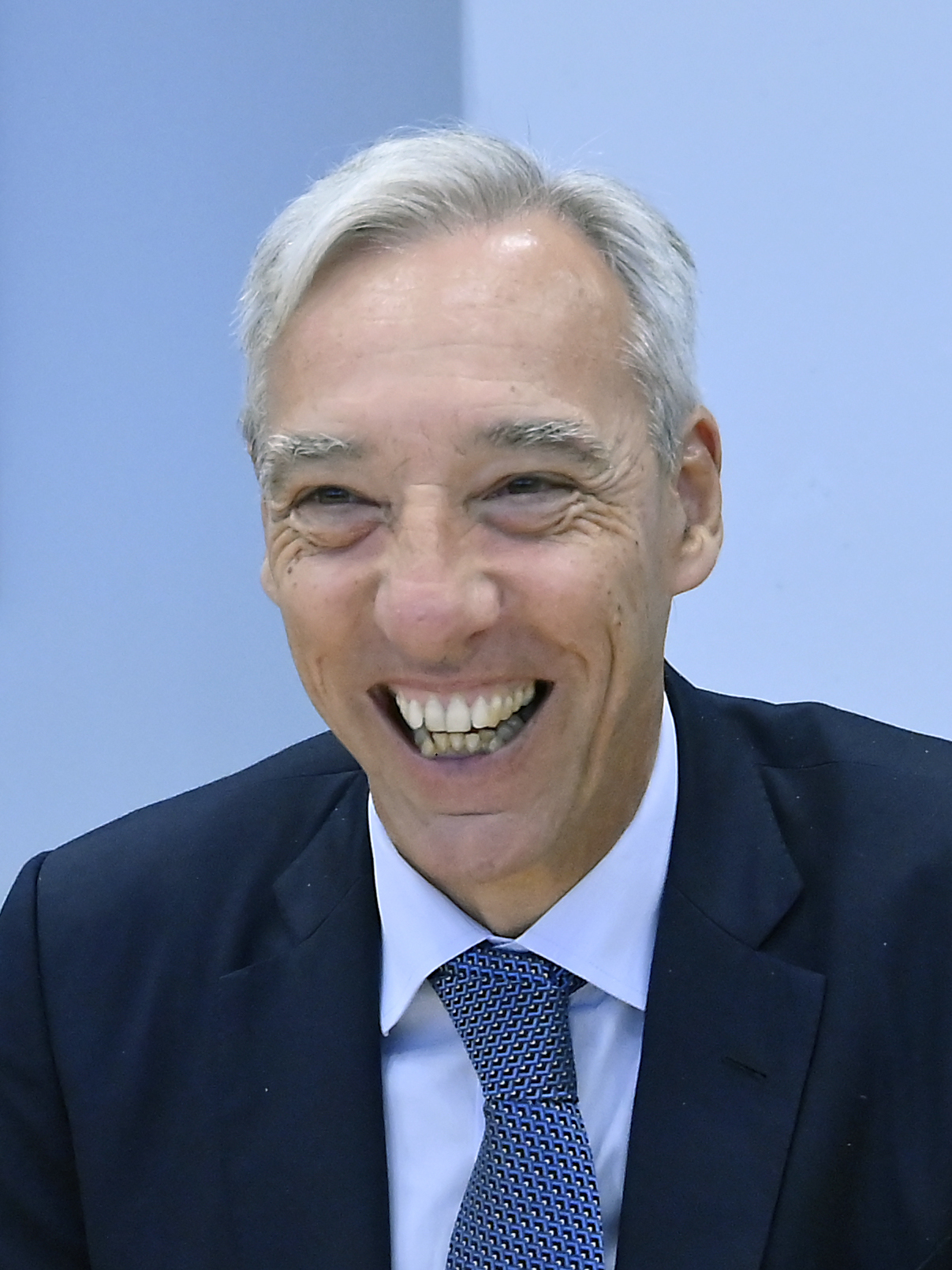
Der Portugiese João Gomes Cravinho ist seit 2024 EU-Sonderbeauftragter für die Sahelzone.

Sonderbeauftragte der Europäischen Union (EUSB, englisch EU Special Representatives, EUSR) sind Personen, die auf Vorschlag des Hohen Vertreters der Union für Außen- und Sicherheitspolitik vom Rat der Europäischen Union nach Art. 33 EU-Vertrag zur Durchführung bestimmter Aufgaben im Bereich der Gemeinsamen Außen- und Sicherheitspolitik (GASP) bestellt werden.

## EU-Sonderbeauftragte
Mit Stand 2025 gibt es elf EU-Sonderbeauftragte:
- Afrikanische Große Seen: Johan Borgstam (seit 1. September 2024). Aufgaben: Aufbau einer stärkeren, umfassenden und stärker strategisch ausgerichteten Partnerschaft mit den Ländern in der Region.

- Bosnien und Herzegowina: Luigi Soreca (seit 1. September 2024). Aufgaben: Unterstützung bei Durchführung des Rahmenabkommens für den Frieden in Bosnien und Herzegowina sowie beim Stabilisierungs- und Assoziierungsprozess; Friedenssicherung (vgl. auch Hoher Repräsentant für Bosnien und Herzegowina)

- Dialog zwischen Belgrad und Pristina und andere regionale Fragen im Westbalkan: Peter Sørensen (seit 1. Februar 2025). Aufgaben: Umfassende Normalisierung der Beziehungen zwischen Serbien und dem Kosovo zu erreichen, gutnachbarliche Beziehungen und die Aussöhnung zwischen den Partnern im Westbalkan zu fördern, ihnen dabei zu helfen, die Vergangenheit hinter sich zu lassen, und zur Kohärenz und Wirksamkeit der EU-Maßnahmen im Westbalkan beizutragen.[3]

- Förderung von Religions- und Weltanschauungsfreiheit außerhalb der Europäischen Union: vakant. Aufgaben: Unterstützung für interkulturelle und interreligiöse Dialogprozesse.

- Golfregion: Luigi Di Maio (seit 1. Juni 2023). Aufgaben: Unterstützung der Stabilität und Sicherheit der Region.

- Horn von Afrika: Annette Weber (seit 1. Juli 2021). Aufgaben: Aktive Unterstützung der regionalen und internationalen Bemühungen für dauerhaften Frieden, Sicherheit und Entwicklung in der Region.

- Südkaukasus und die Krise in Georgien: Magdalena Grono (seit 1. September 2024). Aufgaben: Unterstützung Armeniens, Aserbaidschans und Georgiens bei Reformen, Konfliktverhütung und -eindämmung, Repatriierung(Rückführung) von Flüchtlingen, Unterstützung der Staaten bei der Zusammenarbeit im Wirtschafts-, Energie- und Verkehrsbereich.

- Kosovo: Aivo Orav (seit 1. September 2024). Aufgaben:  Angebot der Beratung und Unterstützung der Europäischen Union im politischen Prozess.

- Menschenrechte: Kajsa Ollongren (seit 1. August 2025). Aufgaben: Verbesserung der Präsenz, Effektivität und Sichtbarkeit der europäischen Menschenrechtspolitik in der gemeinsamen europäischen Außenpolitik.

- Nahost-Friedensprozess: Christophe Bigot (seit 2. Juni 2025). Aufgaben: Aktiver Beitrag zur endgültigen Beilegung des Konflikts zwischen Israel und Palästina auf Grundlage einer Zwei-Staaten-Lösung.[4]

- Sahelzone: João Gomes Cravinho (seit 1. Dezember 2024). Aufgaben: Unterstützung der regionalen und internationalen Bemühungen für dauerhaften Frieden, Sicherheit und Entwicklung in der Region der Sahelzone.

- Zentralasien: Eduards Stiprais (seit 1. März 2025). Aufgaben: Stärkung von Demokratie, Rechtsstaatlichkeit und Menschenrechten; Verbesserung der Beziehungen zwischen EU und Zentralasien.

## Ehemalige Sonderbeauftragte
Ehemals EU-Sonderbotschafter waren:
- Afghanistan: Klaus Peter Klaiber (2001–2002), Francesc Vendrell (2002–2008), Ettore Francesco Sequi (2008–2010, ab 2009 auch Sonderbeauftragter für Pakistan), Vygaudas Ušackas (2010–2013), Franz-Michael Skjold Mellbin (2013–2017)
- Afrikanische Große Seen: Aldo Ajello (1996–2007), Roeland van de Geer (2007–2011)
- Afrikanische Union (AU): Koen Vervaeke (2007–2011). Gary Quince (2011–2013)
- Bosnien und Herzegowina: Lord Ashdown (2002–2006), Christian Schwarz-Schilling (2006–2007), Miroslav Lajčák (2007–2009), Valentin Inzko (2009–2011), Peter Sorensen (2011–2015), Lars-Gunnar Wigemark (2015–2019), Johann Sattler (2019–2024)
- Bundesrepublik Jugoslawien: Felipe González (1998–1999)
- Dialog zwischen Belgrad und Pristina und andere regionale Fragen im Westbalkan: Miroslav Lajčák (2020–2024)
- Förderung von Religions- und Weltanschauungsfreiheit außerhalb der Europäischen Union: Ján Figeľ (2016–2019), Christos Stylianides (2021), Franciskus Van Daele (2021–2024)
- Horn von Afrika: Alexander Rondos (2012–2021)
- Kosovo: Wolfgang Petritsch (1999), Pieter Feith (2008–2011), Samuel Žbogar (2012–2016), Nataliya Apostolova (2016–2020), Tomáš Szuyog (2020–2024)
- Mazedonien: François Léotard (2001), Alain Le Roy (2001–2002), Alexis Brouhns (2002–2004), Søren Jessen-Petersen (2004), Michael Sahlin (2004–2005), Erwan Fouéré (2005–2011)
- Menschenrechte: Stavros Lambrinidis (2012–2019), Eamon Gilmore (2019–2024), Olof Skoog (2024–2025)
- Moldau: Adriaan Jacobovits de Szeged (2005–2007), Kálmán Mizsei (2007–2011)
- Nahost-Friedensprozess: Miguel Ángel Moratinos (1996–1997), Nils Eriksson (1997–2002), Marc Otte (2003–2011), Andreas Reinicke (2012–2013), Fernando Gentilini (2015–2018), Susanna Terstal (2018–2021), Sven Koopmans (2021–2025), Luigi Di Maio (2025)
- Sahelzone: Michel Dominique Reveyrand-de Menthon (2013–2015), Angel Losada (2015–2021), Emanuela Del Re (2021–2024)
- Stabilitätspakt für Südosteuropa: Panagiotis Roumeliotis (1999), Bodo Hombach (1999–2002), Erhard Busek (2002–2008)
- Sudan: Pekka Haavisto (2005–2007), Torben Brylle (2007–2010), Rosalind Marsden (2010–2013)
- Südliches Mittelmeer: Bernardino León (2011–2014)
- Südkaukasus: Heikki Talvitie (2003–2006), Peter Semneby (2006–2011), Philippe Lefort (2011–2013), Herbert Salber (2014–2017), Toivo Klaar (2017–2024)
- Tschad: Georg Lennkh (Special Representative of the EU Presidency for the Political Dialogue in Chad, 2006–2010; 2006: EU-Troika)
- Zentralasien: Ján Kubiš (2005–2006), Pierre Morel (2006–2012), Patricia Flor (2012–2014), Peter Burian (2015–2021), Terhi Hakala (2021–2025).